# Pemmation bifurca
Pemmation bifurca är en insektsart som först beskrevs av Knight 1973.  Pemmation bifurca ingår i släktet Pemmation och familjen Myerslopiidae. Inga underarter finns listade i Catalogue of Life.